# Galaxia espiral enana

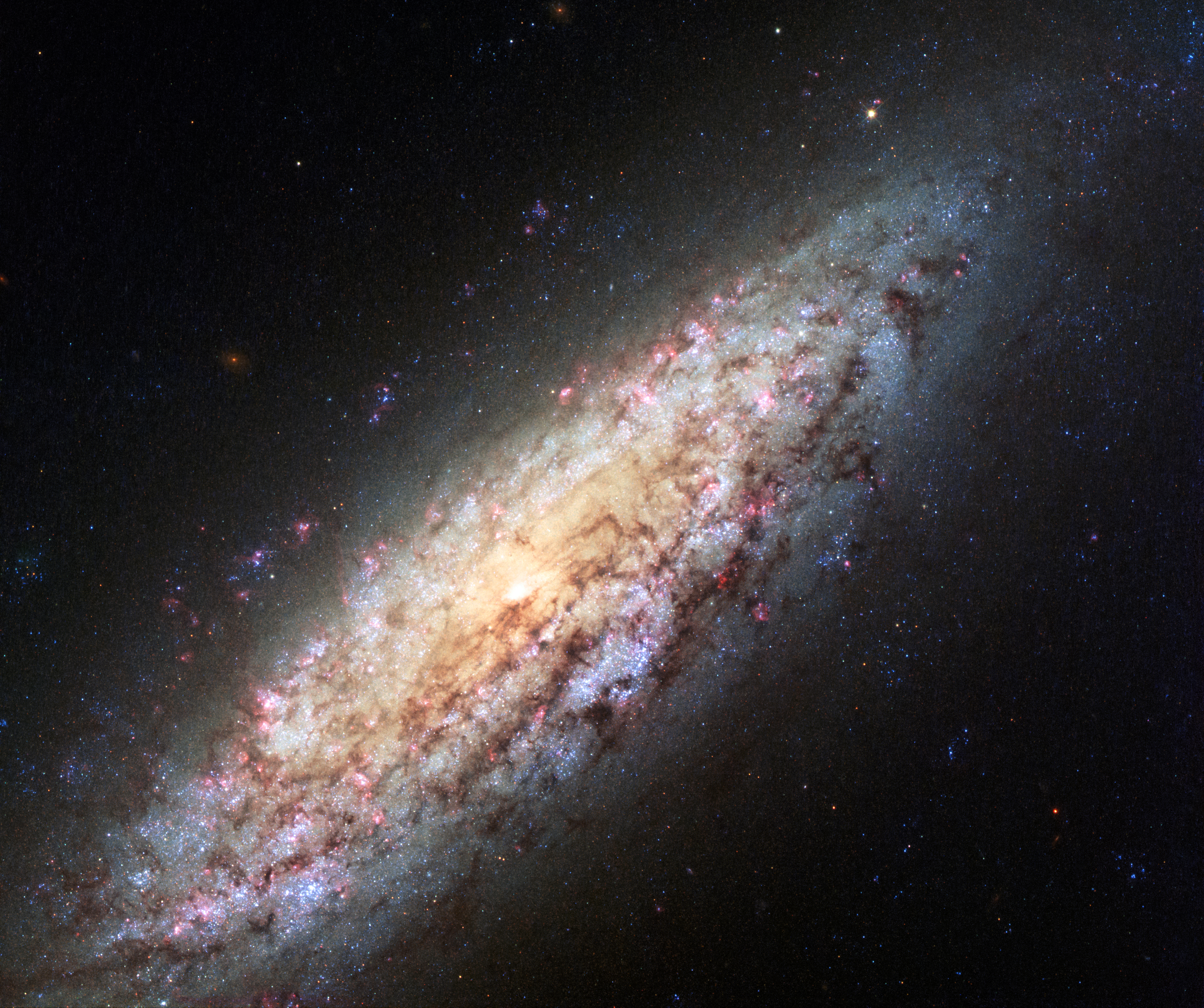
Una galaxia vista desde el telescopio Hubble

Una galaxia espiral enana es una galaxia espiral con un tamaño inferior al normal.

## Ejemplos de galaxia espiral enana
- NGC 5474

## Características
Las galaxias espirales enanas se caracterizan por tener bajas luminosidades, diámetros pequeños (menores a 5kpc), bajos brillos superficiales y poca masa de hidrógeno. 
Las galaxias espirales enanas pueden considerarse como una subclase de galaxias de bajo brillo superficial.

## Localización
La mayoría de las galaxias espirales enanas se encuentran lejos de agrupaciones. Las fuertes interacciones gravitacionales entre las galaxias y el gas en los cúmulos de galaxias desestabilizaría el disco espiral de las galaxias enanas. Sin embargo algunas galaxias espirales enanas han sido halladas en el Cúmulo de Virgo y el Cúmulo de Coma.